# Takeo Doi (progettista)
Takeo Doi (土井 武夫?, Doi Takeo; Yamagata, 31 ottobre 1904 – 24 dicembre 1996) è stato un ingegnere aeronautico giapponese, noto per aver progettato, prima e durante la seconda guerra mondiale, diversi velivoli utilizzati dal Dai-Nippon Teikoku Rikugun Kōkū Hombu, il Servizio aeronautico dell'Esercito imperiale giapponese.

## Biografia
Takeo Doi nacque a Yamagata, capoluogo dell'omonima prefettura nel 1904 ed entrò nel 1924 come studente nell'Università Imperiale di Tokyo, laureandosi nel 1927 presso il da poco costituito Laboratorio di Aviazione (Kōkū Kenkyūjo) della facoltà di ingegneria. Suoi compagni di corso furono Jirō Horikoshi e Hidemasa Kimura.
Sempre nel 1927 cominciò la sua carriera in quella che divenne la Kawasaki Kōkūki Kogyo, divisione aeronautica della Kawasaki Heavy Industries, a Kōbe, dove all'epoca il capo progettista era il tedesco Richard Vogt, inviato dalla Dornier di cui la Kawasaki costruiva velivoli su licenza. Il giovane progettista fu scelto da Vogt come suo successore e nell'ambito di tale incarico Doi intraprese un viaggio formativo in Europa, dove conobbe l'ingegnere britannico George Dowty, che aveva fondato un'azienda di componenti aeronautici. Le commesse procurate da Doi per la Kawasaki contribuirono al successo dell'azienda, divenuta in seguito la Dowty Rotol. Rientrato in Giappone, divenne il capo progettista della Kawasaki, dopo il ritorno di Vogt in Germania nel 1933, e in tale veste progettò i principali aerei da combattimento costruiti dalla Kawasaki, tra cui il Ki-61 e il Ki-45, entrambi costruiti in migliaia di esemplari.
Al termine del conflitto, con la chiusura degli stabilimenti imposta dagli alleati, Doi rimase disoccupato e dovette trovarsi un altro lavoro saltuario, ma riuscì a tornare alla sua professione quando furono tolti i divieti per i giapponesi di produrre aeromobili. Collaborò quindi, in qualità di progettista degli impianti, con i suoi colleghi Horikoshi e Kimura al NAMC YS-11. Si occupò anche del Kawasaki P-2J, versione giapponese del Lockheed P2V Neptune.
Dopo aver lasciato la Kawasaki, divenne professore presso l'Università Meijo di Nagoya. Nel 1989 pubblicò in Giappone un'autobiografia intitolata "Fifty Years Recollections on Aircraft Design"  (航空機設計50年の回想?).

## Principali velivoli progettati

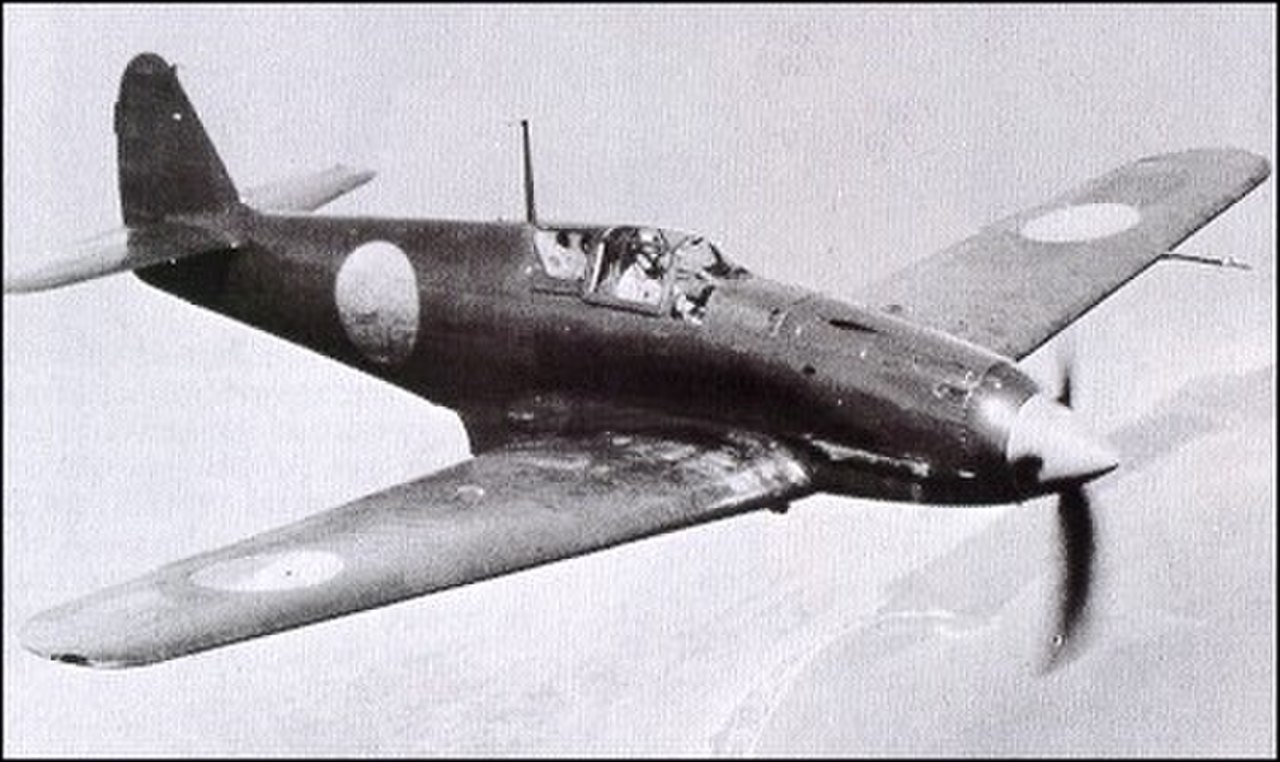
Il Kawasaki Ki-61 "Hien"

- Kawasaki Ki-10 (Aereo da caccia Tipo 95)
- Kawasaki Ki-45 "Toryu" (Aereo da caccia biposto Tipo 2)
- Kawasaki Ki-48 (Bombardiere bimotore leggero Tipo 99)
- Kawasaki Ki-56 (Aereo per trasporto merci Tipo 1)
- Kawasaki Ki-61 "Hien" (Aereo da caccia Tipo 3)
- Kawasaki Ki-100 (Aereo da caccia Tipo 5)
- Kawasaki Ki-102 (Aereo da attacco Tipo 4)